# Монети Кокандського ханства
Монети кокандського ханства — карбувалися в часи існування Кокандського ханства в період XVIII-XIX ст. Монети виготовлялися із золота (тілли), срібла (теньга) та міді (пули). У 1876 році, після окупації Російською імперією ханства, монети приипинилися карбуватися, а грошою одиницею став російський рубль.

## Історія

Мідний пул, ND (бл. 1260 року хіджри) Худояр-Хан (І-ше правління) 1845–1851

Мідний пул, ND (бл. 1270 р.х) Худояр-Хан (ІІ-ге правління) 1851–1858

Грошова система Кокандського ханства не мала систематичності і в першу чергу залежала від грошового надходження з інших країн. Зокрема із Бухарського ханства. Проте, під час правління хана Нарбута-бійя (1778–1807) було проведено грошову реформу та стали виготовлятися місцеві монети — пули (або фулуси), які отримали назву "чорні гроші". За невелику кількість пулів, на початку їхнього введення, можна було придбати вівцю. Монети карбувалися нефіксованим тиражем, часом і до 1000 штук в день. Кокандські пули також були поширені у Хівинському та Бухарському ханствах, а також у китайському місті Кашгар.
Курс пула до срібних та золотих монет постійно змінювався. Якщо на початку карбування пул важив 1 міскаль (4,55 гр.), то на початку 50-х років XIX ст. потрібно було на цю ж вагу 6 пулів, до початку 70-х років карбувалося 24-32 пули. У останні роки існування ханства 42-64 пули. Після окупації Російською імперією ханства був встановлений курс: 3 кокандських пули дорівнювали 1 срібній російській копійці. У 1876 році, після припинення існування Кокандського ханства, монети ханства не карбуватися. В обіг був введений російський рубль

Срібна теньга, ND(бл. 1271) Худояр-хан III (IІ-ге правління)

Золота тілла, ND(бл. 1288 р.х.), Сайид Мухаммед Худояр-хан III ((V-те правління) 1865 — 1875

## Деякі відомості про карбування монет
- За часів правління хана Нарбута-бійя карбувалися лише мідні пули (фулуси). Вага монет становила від 2,25 до 4,45 гр.
- В період правління Алімхана (1807–1816) карбувалися мідні пули та посріблені дирхами. Вага мідних пулів: 2,15-8,80 гр. посріблених дирхемів: 3,10-6,43 гр.
- На початку правління (до 1233 р.х.) Мухаммеде Умар-хана (1816–1821) карбувалися мідні пули, посріблені дирхами та міри. Наприкінці свого володарювання хан провів грошову реформу, після якої почали карбуватся мідні пули, зі щирого срібла теньги та із золота тілли. 1 тілла стала дорівнювати 21 теньзі; 1 теньга = 4 дирхамам (або 1 мірі); 1 теньга = 45-60 пулам. В середині ХІХ ст. 1 тілла прирівнювалася до російських 3-х рублів 80 копійок сріблом, а 1 теньга прирівнювалася до 20 російських копійок. Вага дирхемів: 4,25-6,43 гр; фулусів: 1,45-4,90 гр; теньги: 3,05-4,44 гр; тілли: 4,55.

Монети карбувалися в містах Фергані, Кашгарі та зокрема у Коканді

## Цікавий факт
Таджицький лідер дунганів Якуб-бек першим викарбував мідні пули з ім'ям покійного лідера Коканду — Сайида Бахадура Мухаммеда Малля-хана (1858-1862). Незважаючи на те, що ці монети були викарбувані у місті Кашгарі (Китайська провінція Сіньцзян) на них містилась легенда «карбована у Хоканді». Але у 1873 році на нових монетах виготовлених Якуб-беком містилося ім'я хана Османської імперії Абдул-Азіза. На реверсі містився надпис «карбована у Кашгарі».